# Mauryców (powiat łaski)
Mauryców – wieś w Polsce położona w województwie łódzkim, w powiecie łaskim, w gminie Wodzierady.
Miejscowość położona jest na Wysoczyźnie Łaskiej.
W latach 1975–1998 miejscowość należała administracyjnie do województwa sieradzkiego.